# Riley and Schultz
Riley and Schultz è un cortometraggio muto del 1912 diretto, interpretato e prodotto da Mack Sennett. Gli altri interpreti erano Ford Sterling, Fred Mace e Mabel Normand.

## Produzione
Il film fu prodotto dalla Keystone di Mack Sennett.

## Distribuzione
Distribuito dalla Mutual Film, uscì nelle sale USA il 30 settembre 1912.